# NStB – Tetschen bis Laun
Die NStB – Tetschen bis Laun waren Dampflokomotiven der k.k. Nördlichen Staatsbahn (NStB) Österreich-Ungarns.
Die 21 Lokomotiven wurden von der Wiener Neustädter Lokomotivfabrik 1848 bis 1850 geliefert.
Als 1855 die NStB an die Staats-Eisenbahn-Gesellschaft (StEG) verkauft wurde, erhielten die Maschinen zunächst die Betriebsnummern 312–332, ab 1873 bekamen die noch nicht ausgemusterten Maschinen die Reihenbezeichnung IIIf und die Nummern 208–216.
Sie wurden bis 1878 ausgemustert.